# أوسامو إيشيغورو
أوسامو إيشيغورو (باليابانية: 石黒修؛ بالكانا: いしぐろ おさむ) هو لاعب كرة مضرب ياباني، ولد في 12 أغسطس 1936 في مدينة ناغاساكي في اليابان، وتوفي في 9 نوفمبر 2016 في طوكيو في اليابان.

## وصلات خارجية
- أوسامو إيشيغورو على موقع رابطة محترفي التنس (الإنجليزية)
- أوسامو إيشيغورو على موقع الاتحاد الدولي لكرة المضرب (الإنجليزية)
- أوسامو إيشيغورو على موقع كأس ديفيز (الإنجليزية)
- أوسامو إيشيغورو على موقع خلاصة التنس.كوم (الإنجليزية)